# Pagellia schawalleri
Pagellia schawalleri es una especie de insecto coleóptero de la familia Chrysomelidae.
Fue descrita científicamente en 1995 por Medvedev.